# 상 주앙 바프티스타 드 아주다 요새

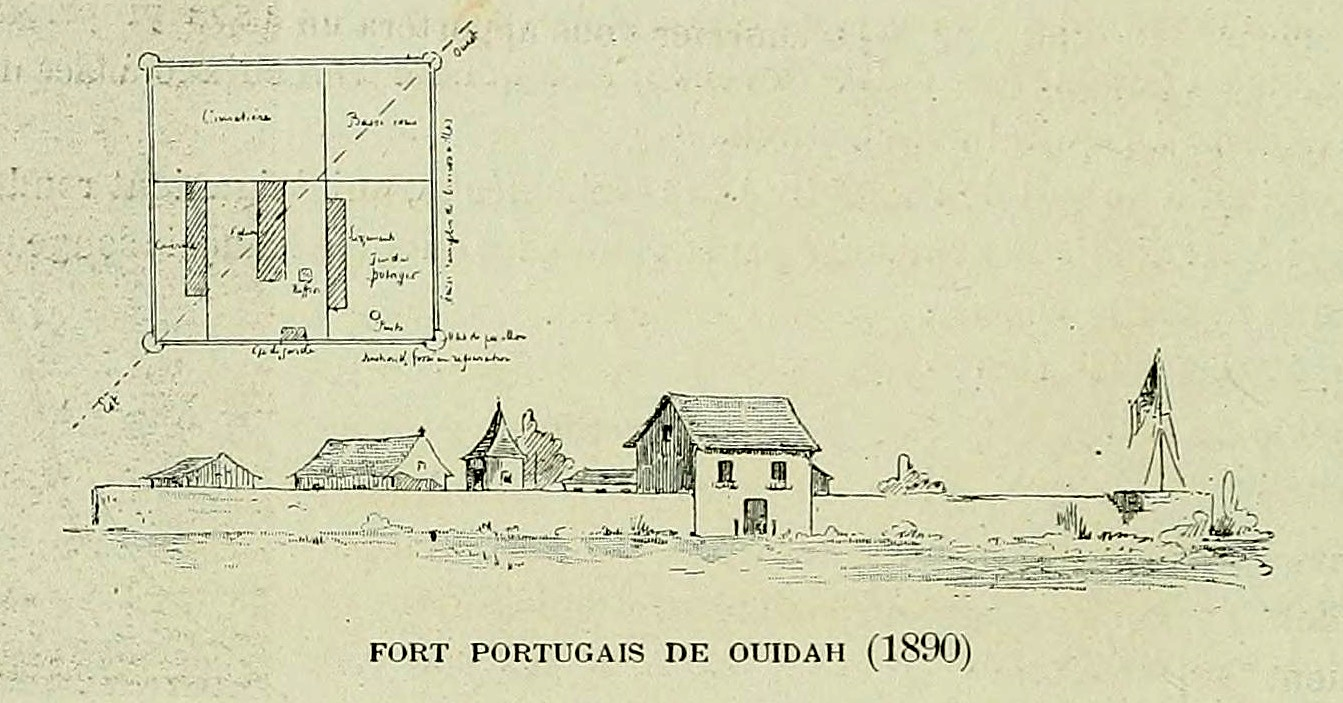
상 주앙 바프티스타 요새를 소재로 한 1890년 삽화

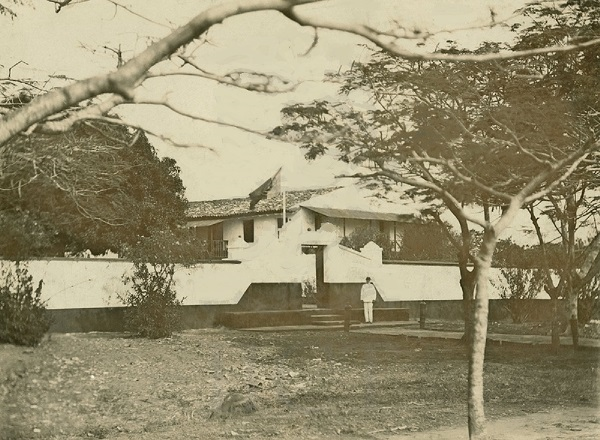
상 주앙 바프티스타 요새의 전경 (1917년)

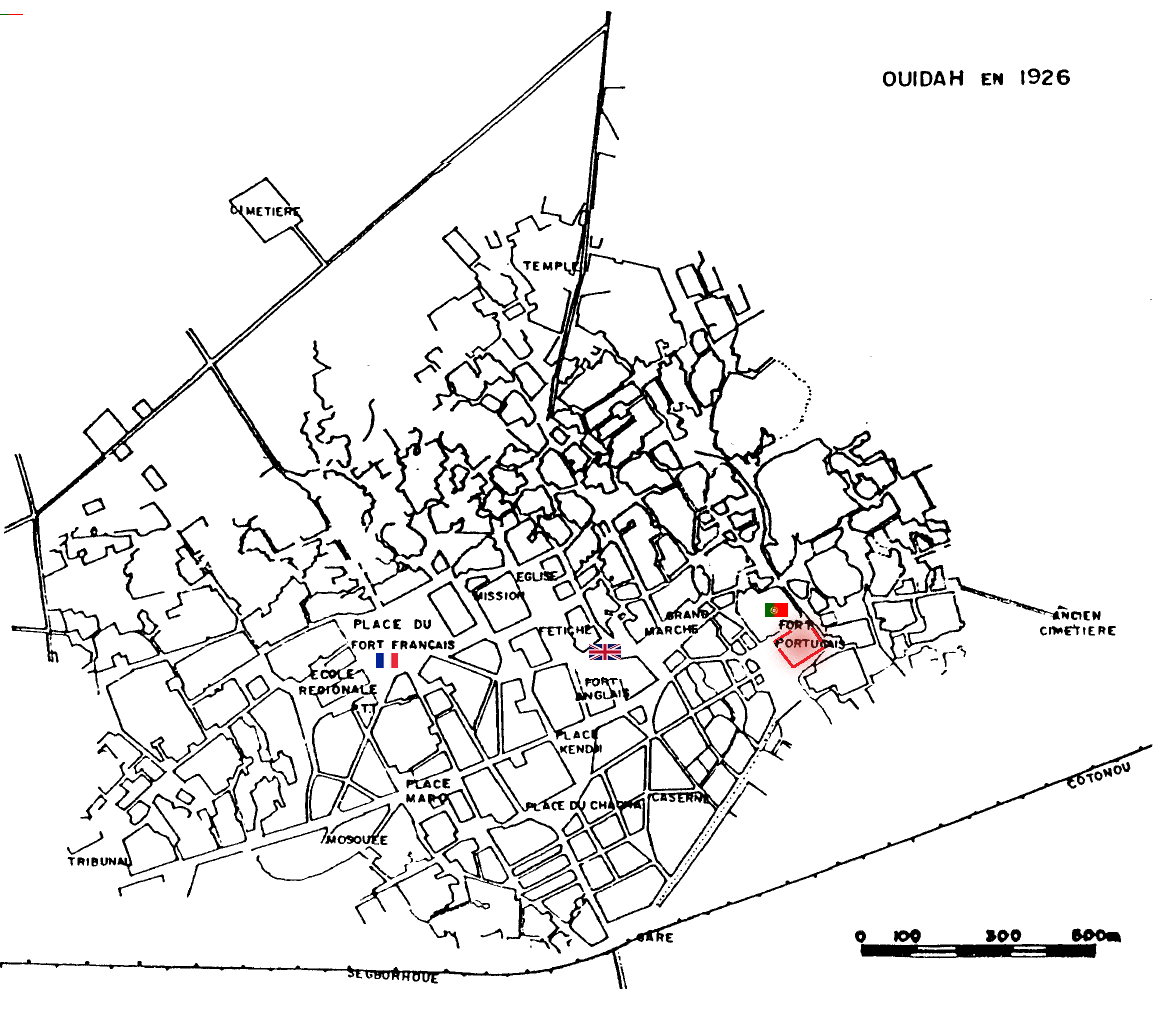
우이다의 포르투갈령 요새의 위치와 면적 (붉은 표시)

상 주앙 바프티스타 드 아주다 요새(포르투갈어: Forte de São João Baptista de Ajudá)는 서아프리카 다호메이 (지금의 베냉)의 우이다에 위치해 있던 포르투갈 제국령 요새였다. 1721년에 세워진 요새로 노예 해안을 따라 이뤄지던 노예 무역의 요충지였다. 한동안 서아프리카 최후의 노예무역 거점 세 곳으로 남아 있었으나, 19세기 들어 노예무역 자체가 불법화되면서 한동안 버려진 상태로 남아 있었다.
1865년 다시 한번 포르투갈이 영구 점령하게 되었고, 1890년대 들어 다호메이 일대가 프랑스령 다호메이라는 프랑스 제국의 식민지가 되었지만, 포르투갈 측의 완강한 요구로 요새 일대의 조그만 영토에 한하여 포르투갈의 주권을 인정받게 되었다. 1911년까지 포르투갈령 상투메 프린시페에서 파견된 소규모 부대가 주둔하고 있었으나, 그 이후에는 감독 (residente)과 직원, 일가족만 남아 거주하게 되었다.
프랑스령 식민지에 완전히 둘러싸인 내륙의 월경지면서도, 계속해서 포르투갈의 영토로 남아 있던 이 요새는 세계적으로도 특이한 사례로 꼽혔다. 1958년 기네스북에는 "세계에서 가장 작은 식민지"로, "프랑스령 서아프리카 다호메이의 포르투갈 월경지"라는 소개문과 함께 등재되기도 했다. 하지만 1961년 8월 신생 독립국인 다호메이 공화국 (오늘날의 베냉 공화국)이 점령하면서 평범한 유적지로 바뀌었고, 현재는 우이다 역사박물관의 소속으로 남아 있다.